# Triphleba forcipata
Triphleba forcipata är en tvåvingeart som beskrevs av Borgmeier 1962. Triphleba forcipata ingår i släktet Triphleba och familjen puckelflugor.
Artens utbredningsområde är Washington. Inga underarter finns listade i Catalogue of Life.